# Maksim Medvedev
Maksim Medvedev (ur. 29 września 1989 w Baku, ZSRR) – azerski piłkarz występujący na pozycji obrońcy w klubie Qarabağ Ağdam, którego jest wychowankiem. W reprezentacji Azerbejdżanu zadebiutował w 2009 roku. Do tej pory rozegrał w niej 22 mecze (stan na 12.07.2013).